# Хмельницкое (Запорожская область)
Хмельницкое (укр. Хмельницьке) — село,
Широкоярский сельский совет,
Черниговский район,
Запорожская область,
Украина.
Код КОАТУУ — 2325587905. Население по переписи 2001 года составляло 293 человека.

## Географическое положение
Село Хмельницкое находится на левом берегу реки Бегим-Чокрак,
выше по течению на расстоянии в 1 км расположено село Ланковое,
ниже по течению на расстоянии в 1 км расположено село Балашовка.
Река в этом месте пересыхает, на ней сделана запруда.
Рядом проходит автомобильная дорога Р-37.

## История
- 1824 год — дата основания как село Фриденсдорф.
- До 1871 года село входило в Молочанский меннонитский округ Бердянского уезда.[2]
- В 1945 году переименовано в село Хмельницкое[3].